# Хатуев, Турпал-Али Абдалович
Турпал-Али Абдалович Хатуев (7 сентября 2002) — российский борец вольного стиля. Мастер спорта России. Призёр чемпионата России.

## Спортивная карьера
В апреле 2019 года в Иркутске стал победителем первенства России по среди юношей до 18 лет, в финале он одолел Имама Шихшабекова из Ставропольского края. В конце июня 2021 года в Дортмунде стал победителем Первенства Европы среди юниоров, в финале он одолел Никиту Гончарова из Украины. 27 апреля 2022 года ему было присвоено звание мастер спорта России. 30 октября 2022 года в Каспийске вышел в финал международного турнира памяти Али Алиева, в котором проиграл Мураду Евлоеву из Ингушетии, став серебряным призёром. 10-11 декабря 2022 года в составе сборной Чечни принимал участие в командном Кубка России, где занял 4 место. 12 ноября 2023 года в Хасавюрте, победив в схватке за 3 место Ахмеда Хамидова из Дагестана, стал бронзовым призёром международного турнира памяти Шамиля Умаханова. 23 февраля 2024 года в Нальчике стал бронзовым призёром чемпионата СКФО. 2 мая 2024 года в Подмосковье в малом финале чемпионата России, выиграл у Умара Умарова из Дагестана со счётом 3:1, завоевав бронзовую медаль.

## Спортивные результаты
- Первенство Европы по борьбе среди юниоров 2021 — ;
- Чемпионат России по вольной борьбе 2024 — ;